# روبرت إريكسون
روبرت إريكسون (بالإنجليزية: Robert Erickson)‏ هو منظر موسيقى وملحن أمريكي، ولد في 7 مارس 1917 في ماركيت في الولايات المتحدة، وتوفي في 24 أبريل 1997 في سان دييغو في الولايات المتحدة.

## وصلات خارجية
- روبرت إريكسون على موقع ميوزك برينز (الإنجليزية)
- روبرت إريكسون على موقع أول ميوزيك (الإنجليزية)
- روبرت إريكسون على موقع ديسكوغز (الإنجليزية)